# Titian (Jurist)
Titian war ein spätantiker römischer Jurist um die Wende vom 4. zum 5. Jahrhundert. 
Sein Lehrer könnte Marinian gewesen sein. Bekannt ist über ihn nur, dass Quintus Aurelius Symmachus um 400 eine Anfrage aus Rom selbst oder Mediolanum (heute Mailand) erhalten hatte, dessen Qualität zu beurteilen. Von dort kam die Antwort, Titian verfüge über gute Rechtskenntnisse, weshalb er sich für Assessur (officium iudicarium) und Advokatur (officium forense) gut eigne. Über seinen weiteren Werdegang ist nichts bekannt.
In der Rechtsforschung wurde die Hypothese aufgeworfen, dass Personenidentität zwischen Titian und einem von zwei anonymen Juristen bestehen könnte. Nach Recherchen von Tony Honoré kommt Titian für die Zeit zwischen 419 und 422 im Amt des quaestor sacri palatii in Betracht, da im Westen in dieser Zeit – nach über 50 Jahren – erstmals wieder ein ausgebildeter Jurist tätig war. Eine weitere Vermutung geht dahin, dass er der unbekannte Quästor Valentinians III. gewesen sein könnte, der mehrere Gesetze, insbesondere das Zitiergesetz, entworfen hat. Die bestehende Unsicherheit erweitert sich insofern, als dafür auch der juristische Zeitgenosse Helpidius passt.